# Sci di fondo ai XXI Giochi olimpici invernali - Sprint maschile
Nello sci di fondo ai XXI Giochi olimpici invernali la gara sprint maschile sulla distanza di 1,5 km si disputò in tecnica classica il 17 febbraio 2006, dalle ore 10:45 sul percorso che si snodava nel Whistler Olympic Park con un dislivello massimo di 25 m; presero parte alla competizione 62 atleti.
Detentore del titolo era lo svedese Björn Lind, vincitore della competizione tenutasi a Torino 2006 dove la competizione si era corsa in tecnica libera.

## Risultati

### Quarti di finale
Dalle ore 12:55 si disputarono i cinque quarti di finale. Accedettero alle semifinali i primi due classificati in ognuno dei quarti, più gli autori dei due migliori tempi tra gli esclusi.

#### Quarto di finale 1
| Posizione | Atleta               | Nazione   | Tempo  | Distacco |
| --------- | -------------------- | --------- | ------ | -------- |
| 1         | Aleksandr Panžinskij | Russia    | 3:36,4 |          |
| 2         | Sami Jauhojärvi      | Finlandia | 3:36,9 | +0,5     |
| 3         | Stefan Kuhn          | Canada    | 3:37,4 | +1,0     |
| 4         | Yuichi Onda          | Giappone  | 3:37,9 | +1,5     |
| 5         | Jesse Väänänen       | Finlandia | 3:38,9 | +2,3     |
| 6         | Loris Frasnelli      | Italia    | 3:40,9 | +4,5     |

#### Quarto di finale 2
| Posizione | Atleta            | Nazione  | Tempo  | Distacco |
| --------- | ----------------- | -------- | ------ | -------- |
| 1         | Øystein Pettersen | Norvegia | 3:36,9 |          |
| 2         | Nikita Krjukov    | Russia   | 3:37,2 | +0,3     |
| 3         | Cyril Miranda     | Francia  | 3:37,3 | +0,4     |
| 4         | Björn Lind        | Svezia   | 3:37,6 | +0,7     |
| 5         | Devon Kershaw     | Canada   | 3:39,9 | +3,0     |
| 6         | Janusz Krężelok   | Polonia  | 3:41,1 | +4,2     |

#### Quarto di finale 3
| Posizione | Atleta               | Nazione    | Tempo  | Distacco |
| --------- | -------------------- | ---------- | ------ | -------- |
| 1         | Petter Northug       | Norvegia   | 3:34,5 |          |
| 2         | Aleksej Poltoranin   | Kazakistan | 3:34,7 | +0,2     |
| 3         | Johan Kjølstad       | Norvegia   | 3:35,3 | +0,8     |
| 4         | Michail Devjat'jarov | Russia     | 3:35,3 | +0,8     |
| 5         | Fabio Pasini         | Italia     | 3:35,7 | +1,2     |
| 6         | Timo Simonlatser     | Estonia    | 3:42,2 | +8,7     |

#### Quarto di finale 4
| Posizione | Atleta        | Nazione     | Tempo  | Distacco |
| --------- | ------------- | ----------- | ------ | -------- |
| 1         | Emil Jönsson  | Svezia      | 3:41,8 |          |
| 2         | Kalle Lassila | Finlandia   | 3:42,2 | +0,4     |
| 3         | Peeter Kummel | Estonia     | 3:42,4 | +0,6     |
| 4         | Renato Pasini | Italia      | 3:42,8 | +1,0     |
| 5         | Sun Qinghai   | Cina        | 3:43,1 | +1,3     |
| 6         | Simi Hamilton | Stati Uniti | 3:43,4 | +1,6     |

#### Quarto di finale 5
| Posizione | Atleta              | Nazione    | Tempo  | Distacco |
| --------- | ------------------- | ---------- | ------ | -------- |
| 1         | Ola Vigen Hattestad | Norvegia   | 3:37,8 |          |
| 2         | Teodor Peterson     | Svezia     | 3:38,3 | +0,5     |
| 3         | Nikolaj Čebot'ko    | Kazakistan | 3:38,6 | +0,8     |
| 4         | Jesper Modin        | Svezia     | 3:39,1 | +1,3     |
| 5         | Maciej Kreczmer     | Polonia    | 3:39,6 | +1,8     |
| 6         | Nikolaj Morilov     | Russia     | 3:40,2 | +2,4     |

### Semifinali
Dalle ore 13:30 si disputarono le due semifinali. Accedettero alla finale i primi due classificati in ognuna delle semifinali, più gli autori dei due migliori tempi tra gli esclusi.

#### Semifinale 1
| Posizione | Atleta               | Nazione    | Tempo  | Distacco |
| --------- | -------------------- | ---------- | ------ | -------- |
| 1         | Aleksandr Panžinskij | Russia     | 3:34,3 |          |
| 2         | Øystein Pettersen    | Norvegia   | 3:34,4 | +0,1     |
| 3         | Nikita Krjukov       | Russia     | 3:34,6 | +0,3     |
| 4         | Aleksej Poltoranin   | Kazakistan | 3:35,6 | +1,1     |
| 5         | Johan Kjølstad       | Norvegia   | 3:35,9 | +1,6     |
| 6         | Sami Jauhojärvi      | Finlandia  | 3:39,6 | +5,3     |

#### Semifinale 2
| Posizione | Atleta               | Nazione   | Tempo  | Distacco |
| --------- | -------------------- | --------- | ------ | -------- |
| 1         | Ola Vigen Hattestad  | Norvegia  | 3:36,5 |          |
| 2         | Petter Northug       | Norvegia  | 3:36,7 | +0,2     |
| 3         | Emil Jönsson         | Svezia    | 3:37,4 | +0,9     |
| 4         | Michail Devjat'jarov | Russia    | 3:37,6 | +1,1     |
| 5         | Kalle Lassila        | Finlandia | 3:43,7 | +7,2     |
| 6         | Teodor Peterson      | Svezia    | 3:43,8 | +7,3     |

### Finale
Disputata alle 13:55.
| Posizione | Atleta               | Nazione    | Tempo  | Distacco |
| --------- | -------------------- | ---------- | ------ | -------- |
| 1         | Nikita Krjukov       | Russia     | 3:36,3 |          |
| 2         | Aleksandr Panžinskij | Russia     | 3:36,3 |          |
| 3         | Petter Northug       | Norvegia   | 3:45,5 | +9,2     |
| 4         | Ola Vigen Hattestad  | Norvegia   | 3:50,0 | +13,7    |
| 5         | Aleksej Poltoranin   | Kazakistan | 3:54,4 | +18,1    |
| 6         | Øystein Pettersen    | Norvegia   | 4:56,2 | +1:19,9  |